# 庙岭镇
庙岭镇，是中华人民共和国湖北省鄂州市华容区下辖的一个乡镇级行政单位。

## 行政区划
庙岭镇下辖以下地区：
安城村、长林朱村、大廖村、大屋村、大雄村、大叶村、红莲村、黄泥畈村、脉岭村、庙岭村、桐岭村、吴力村、栈咀村、中份村、扇子湖村和夏大湖村。